# Beccarianthus puberulus
Beccarianthus puberulus är en tvåhjärtbladig växtart som först beskrevs av Elmer Drew Merrill, och fick sitt nu gällande namn av J.F. Maxwell. Beccarianthus puberulus ingår i släktet Beccarianthus och familjen Melastomataceae. Inga underarter finns listade i Catalogue of Life.